# Euphorbia pueblensis
Euphorbia pueblensis är en törelväxtart som beskrevs av Townshend Stith Brandegee. Euphorbia pueblensis ingår i släktet törlar, och familjen törelväxter. Inga underarter finns listade i Catalogue of Life.